# Pau Víctor
Pau Víctor Delgado (San Cugat del Vallés, 26 de noviembre de 2001) es un futbolista español que juega como delantero en el S. C. Braga de la Primeira Liga.

## Trayectoria
Se incorporó a la formación juvenil del Girona F. C. en 2018, procedente del C. E. Sabadell F. C. Anteriormente se formó en las categorías inferiores del Junior FC El 20 de julio de 2020, con 18 años, antes incluso de haber aparecido con el Girona F. C. "B", hizo su debut profesional entrando como suplente por Jairo Izquierdo en la segunda parte en una derrota fuera de casa por 0-2 en Segunda División contra la A. D. Alcorcón.
El 29 de agosto de 2022, tras haber disputado once partidos con el primer equipo, regresó al C. E. Sabadell F. C. para jugar cedido durante una temporada. En esta consiguió siete goles en 36 partidos y, después de realizar la pretemporada con el Girona F. C., en agosto de 2023 renovó su contrato hasta 2025 y fue prestado al F. C. Barcelona Atlètic. En sus primeras semanas en Barcelona llegó a ir convocado con el primer equipo, debido a las bajas que tenía en la delantera, y en febrero fue incluido en la lista A para poder participar en las rondas finales de la Liga de Campeones. Terminó la campaña siendo el máximo goleador de la Primera Federación con veinte goles que ayudaron al filial azulgrana a alcanzar la final de la promoción de ascenso.
El 24 de julio de 2024 se hizo oficial su vuelta al F. C. Barcelona, con un contrato hasta 2029, una vez que ambos clubes llegaron a un acuerdo para su traspaso. Hizo su debut el 17 de agosto jugando los últimos minutos del primer partido de Liga frente al Valencia C. F. Su primer gol llegó el 28 de septiembre contra C. A. Osasuna coincidiendo con su primera titularidad. Consiguió otro tanto y disputó un total de 29 partidos durante una temporada en la que lograron los tres títulos nacionales.
El 25 de julio de 2025 se oficializó su fichaje por el Sporting Clube de Braga portugués por cinco temporadas. Debutó en un partido de la Liga Europa de la UEFA, frente al CFR Cluj, y en su primer encuentro en la Primeira Liga marcó su primer gol con el equipo.

## Estadísticas

### Clubes
Actualizado al último partido disputado el 17 de agosto de 2025.
| Club                             | Div.          | Temporada     | Liga  | Liga  | Copas nacionales | Copas nacionales | Copas internacionales | Copas internacionales | Total | Total |
| Club                             | Div.          | Temporada     | Part. | Goles | Part.            | Goles            | Part.                 | Goles                 | Part. | Goles |
| -------------------------------- | ------------- | ------------- | ----- | ----- | ---------------- | ---------------- | --------------------- | --------------------- | ----- | ----- |
| Girona F. C. · España            | 2.ª           | 2019-20       | 1     | 0     | 0                | 0                | —                     | —                     | 1     | 0     |
| Girona F. C. · España            | 2.ª           | 2020-21       | 7     | 0     | 3                | 0                | —                     | —                     | 10    | 0     |
| Girona F. C. · España            | Total club    | Total club    | 8     | 0     | 3                | 0                | 0                     | 0                     | 11    | 0     |
| Girona F. C. "B" · España        | 3.ª           | 2020-21       | 15    | 6     | —                | —                | —                     | —                     | 15    | 6     |
| Girona F. C. "B" · España        | 3.ª F         | 2021-22       | 33    | 8     | —                | —                | —                     | —                     | 33    | 8     |
| Girona F. C. "B" · España        | Total club    | Total club    | 48    | 14    | 0                | 0                | 0                     | 0                     | 48    | 14    |
| C. E. Sabadell F. C. · España    | 1.ª F         | 2022-23       | 36    | 7     | —                | —                | —                     | —                     | 36    | 7     |
| C. E. Sabadell F. C. · España    | Total club    | Total club    | 36    | 7     | 0                | 0                | 0                     | 0                     | 36    | 7     |
| F. C. Barcelona Atlètic · España | 1.ª F         | 2023-24       | 39    | 20    | —                | —                | —                     | —                     | 39    | 20    |
| F. C. Barcelona Atlètic · España | Total club    | Total club    | 39    | 20    | 0                | 0                | 0                     | 0                     | 39    | 20    |
| F. C. Barcelona · España         | 1.ª           | 2024-25       | 21    | 2     | 2                | 0                | 6                     | 0                     | 29    | 2     |
| F. C. Barcelona · España         | Total club    | Total club    | 21    | 2     | 2                | 0                | 6                     | 0                     | 29    | 2     |
| S. C. Braga Portugal             | 1.ª           | 2025-26       | 2     | 1     | 0                | 0                | 2                     | 0                     | 4     | 1     |
| S. C. Braga Portugal             | Total club    | Total club    | 2     | 1     | 0                | 0                | 2                     | 0                     | 4     | 1     |
| Total carrera                    | Total carrera | Total carrera | 154   | 44    | 5                | 0                | 8                     | 0                     | 167   | 44    |

## Palmarés

### Títulos nacionales
| Título                     | Club            | País   | Año  |
| -------------------------- | --------------- | ------ | ---- |
| Supercopa de España        | F. C. Barcelona | España | 2025 |
| Copa del Rey               | F. C. Barcelona | España | 2025 |
| Primera División de España | F. C. Barcelona | España | 2025 |

### Distinciones individuales
| Distinción                               | Año  |
| ---------------------------------------- | ---- |
| Máximo goleador de la Primera Federación | 2024 |